# 隆生大桥
隆生大桥，规划名为云山东江大桥，是一座位于中国广东省惠州市惠城区的特大桥，连接江北与水口两地。该桥梁亦是惠州市迄今为止桥面最宽、跨度最大的桥梁，于2014年4月28日开工，并于2018年10月5日正式合龙。2019年1月11日上午8时，隆生大桥通车礼在隆生大桥水口端举行，随后正式开放车辆通行。
该桥梁为惠州市第三座由企业冠名的桥梁，由广东隆生企业投资有限公司冠名、承建。

## 构造及意义
隆生大桥为惠城区的一座跨东江的特大型桥梁，主桥全长1.17千米，宽44米，设计时速为60千米/小时。桥面设置双向8根行车线，两侧均布置了2.5米宽的非机动车道和1.5米宽的人行通道。该桥的通航标准为Ⅲ级，单孔双向通航。
该桥梁采用BT模式筹集资金，并连同江东一号路、人民路、云山东路立交等项目一同建设，总投资为16.5亿人民币。开通后，往返江北街道与水口街道的时间可缩短10分钟以上，并能更好地分担东江大桥的交通压力。

## 历史
2010年6月17日，惠州市住房和城乡建设规划局公示了云山东江大桥及江东一号路、人民路等配套工程的规划方案。该方案指出，有关项目东西向通道西起云山东路与惠民大道交叉口，东至人民路与三环东路交叉口，全长3.46千米，其中云山东江大桥长度为1.46千米；南北向通道北起江东一号路与人民路交叉口，南至长湖苑（长湖东路与长湖南路交叉口），全长2.65千米。另外，该规划亦包括了大桥两端的云山东路立交、江东一号路立交等两个交通节点。在该方案中，云山东江大桥设计宽度为31米，桥面设置双向6根行车线，两侧均布置了2.5米宽的非机动车道和1.75米宽的人行通道。2013年2月6日，惠州市住建局发布《惠州市云山东江大桥工程规划（调整）》的草案，指出该桥梁设计宽度将拓至44米，行车线数量增至8根；此外，大桥两端的立交桥设计方案也有相应调整，两侧行人通道宽度则缩短至1.5米。该调整被认为是体现了超前规划的理念。2013年12月，惠城区国土资源分局在惠城区要点重点项目民生实事工作推进会上称，该项目需征地360亩，拟征拆312栋房屋，总建筑面积为15.6万平方米。2014年2月，云山东江大桥设计方案完成。10日，惠州市公用事业管理局发布《云山东江大桥及相接道路建设工程招标公告》。3月13日，该局发布有关中标结果，宣布广东隆生企业投资有限公司中标，将以BT形式筹资建设，预计工期为3年。
2014年4月18日，惠州市民政局发布公告，指该局拟将云山东江大桥命名为“隆生大桥”。至于命名理由，该局声称，一是肯定隆生企业作为惠州本土企业的贡献；二是认为该名称含义甚吉，且易于记忆；三是与早前建成通车的合生大桥呼应。而对于该桥梁是否有偿冠名的问题，隆生企业的有关负责人则表示不知情。28日，惠州市民政局宣布该桥梁被正式命名为隆生大桥。同日，桥梁施工方在广东省东江流域管理局门前大堤（即该桥梁江北端附近）举行动工礼。而在传媒报道中，该桥梁主桥长度已修正为1.17千米。2015年7月15日，该桥梁水上施工作业正式开始。8月18日，主跨墩桩基开始施工。2018年4月10日，隆生大桥主拱合龙。10月5日，主桥合龙。2018年12月底，惠州市公用事业管理局组织施工、检测单位对隆生大桥及江东一号路、人民路等配套道路的荷载试验检测及计算结果进行复核，最终检测结果确认桥梁合格。
2019年1月11日，隆生大桥正式开放车辆通行。2019年2月1日，惠州市公共交通管理有限公司批准第二代235路（名义为取消同编号线路原有走向）行走隆生大桥，意味着隆生大桥开始提供公共交通服务。

## 连接道路

### 江北端
- 云山东路
- 新寮北路[21]
- 惠民大道

### 水口端
- 江东大道
- 人民路

## 行经公共交通
| 行经巴士路线一览 | 行经巴士路线一览 | 行经巴士路线一览 | 行经巴士路线一览 | 行经巴士路线一览 |
| 编号             | 路线             | 路线             | 路线             | 备注             |
| ---------------- | ---------------- | ---------------- | ---------------- | ---------------- |
| 40               | 惠州北高铁站     | ⇆                | 东江科技园       |                  |
| 235              | 汽车总站         | ⇆                | 惠州中学         |                  |

## 事件

### 命名争议
惠州市民政局在发布拟将云山东江大桥命名为隆生大桥的公告后，引发了较大争议。反对者指这一命名方式缺失文化内涵，担忧此举不利于展示惠州的文化形象；支持者认为若有关企业愿意出资建桥，则亦能接受桥梁以有关企业冠名。对此，惠州学院旅游系副教授戴学军在惠州市民政局区划地名科就有关问题组织的研讨会上指出，该名称“本身没有问题，朗朗上口，寓意也很好”，但“还是有点商业化”。

### 古树保护
2015年1月，有谭屋村村民在网上发文，指该村一棵树龄逾百年的榕树受隆生大桥施工影响而面临迁移，担忧该树不堪移植而死亡，引发广泛关注。对此，惠城区政府在回复该网帖时指出，惠城区林业局已告知水口街道办事处对是否迁移该古树进行评估。而水口街道的有关负责人则在接受当地传媒采访时，指古榕树所处位置位于隆生大桥左幅下方的重要位置，如桥梁改道，则会影响整个项目的建设，但该树木迁移与否则仍需要有关部门进一步论证。此外，该负责人亦表示，依照现时的技术手段，古榕树迁移后仍有较高存活率。